# شلدورف
شلدورف (به آلمانی: Schlehdorf) یک شهر در آلمان است که در بایرن واقع شده‌است.

## خصوصیات
شلدورف ۲۵٫۳۹ کیلومترمربع مساحت دارد ۶۰۴ متر بالاتر از سطح دریا واقع شده‌است.

## نگارخانه

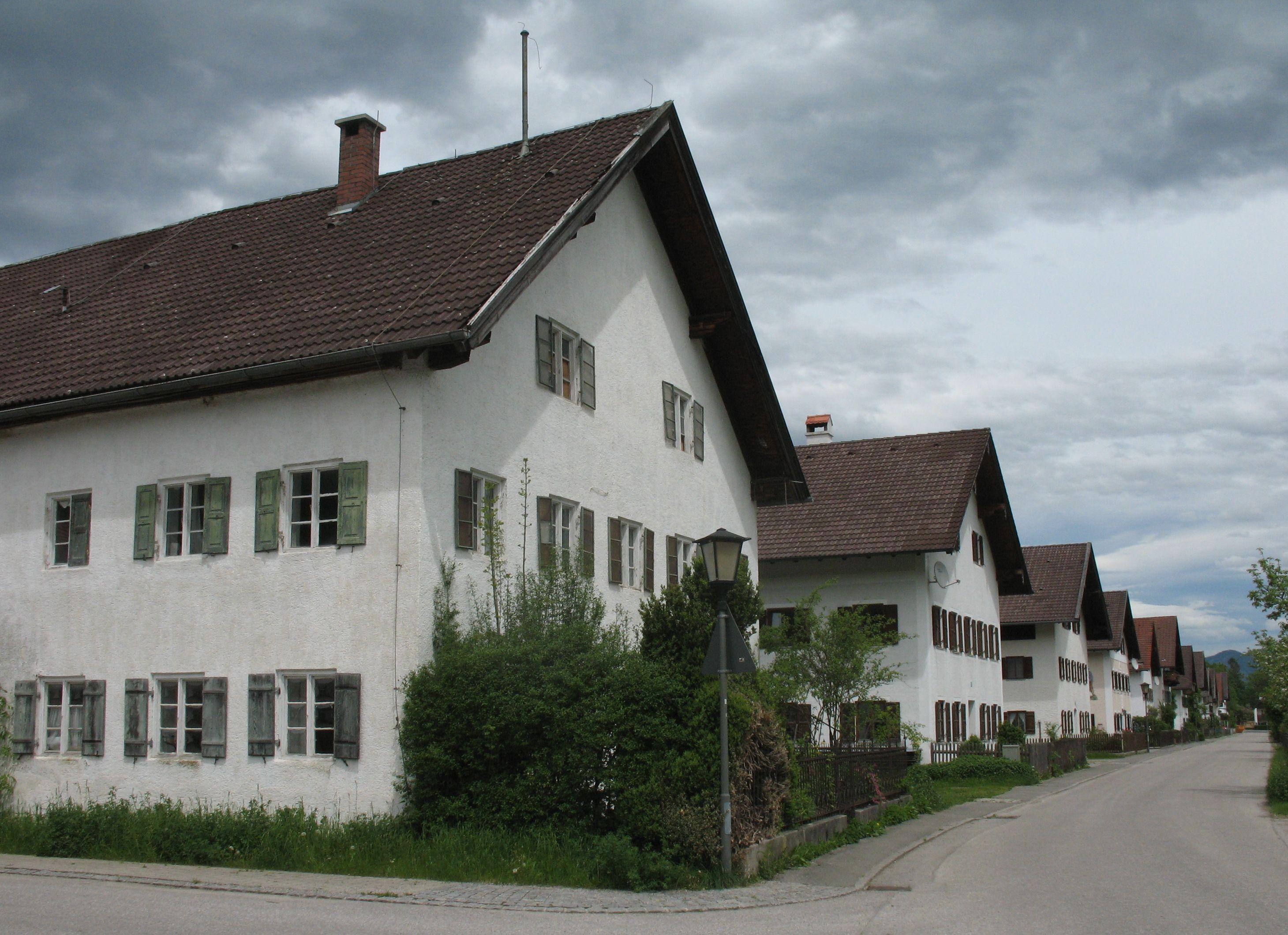
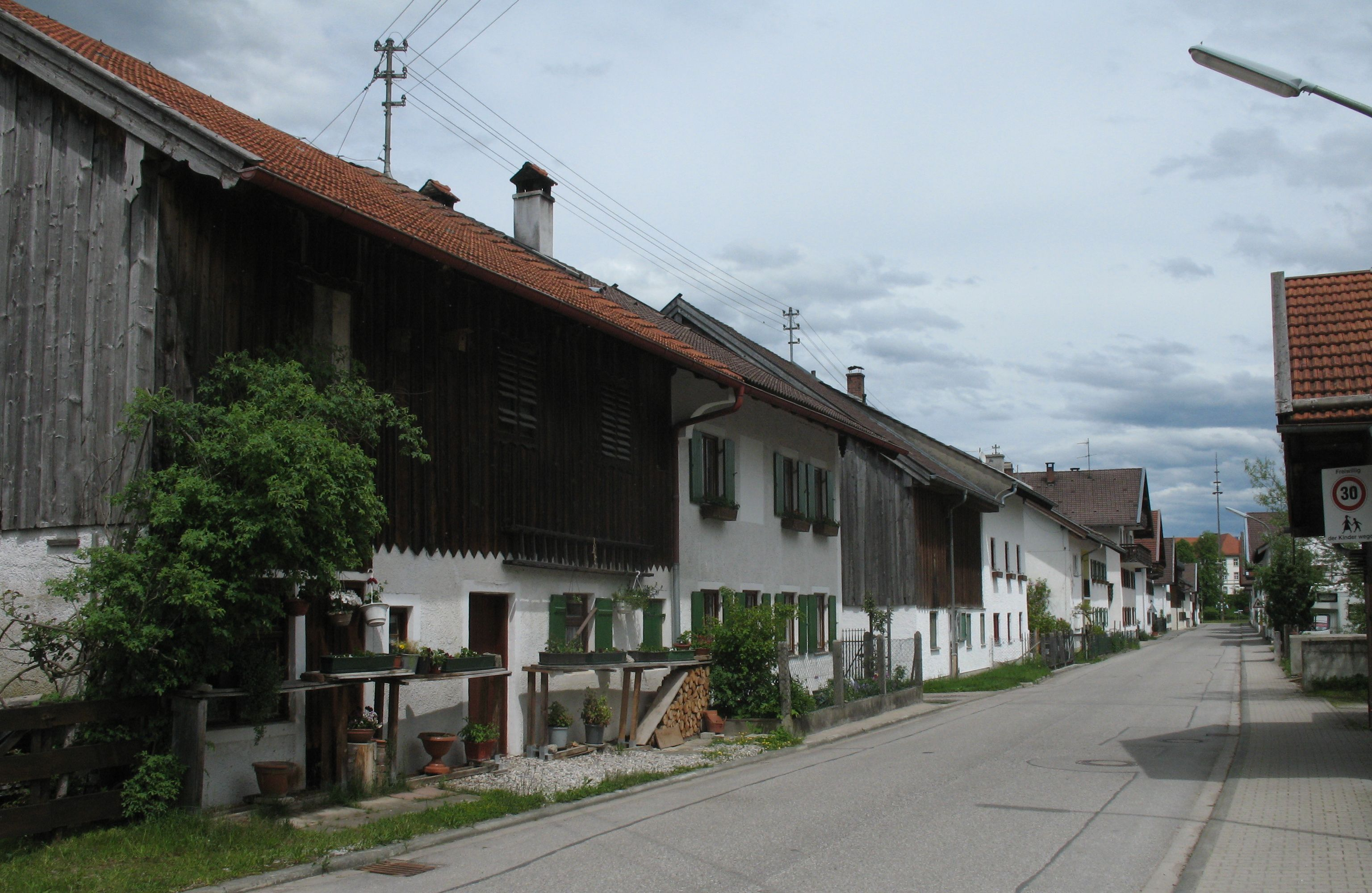
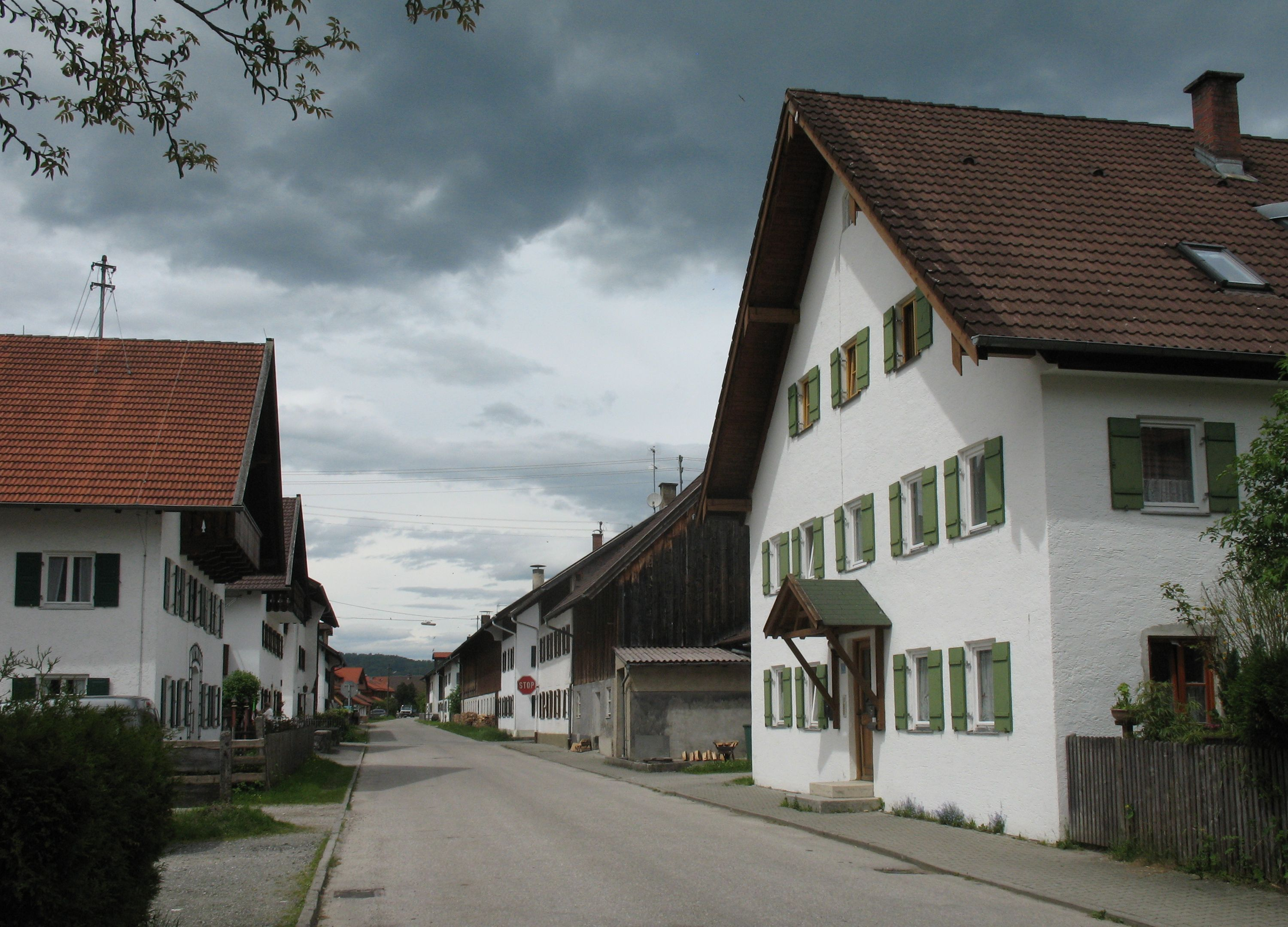
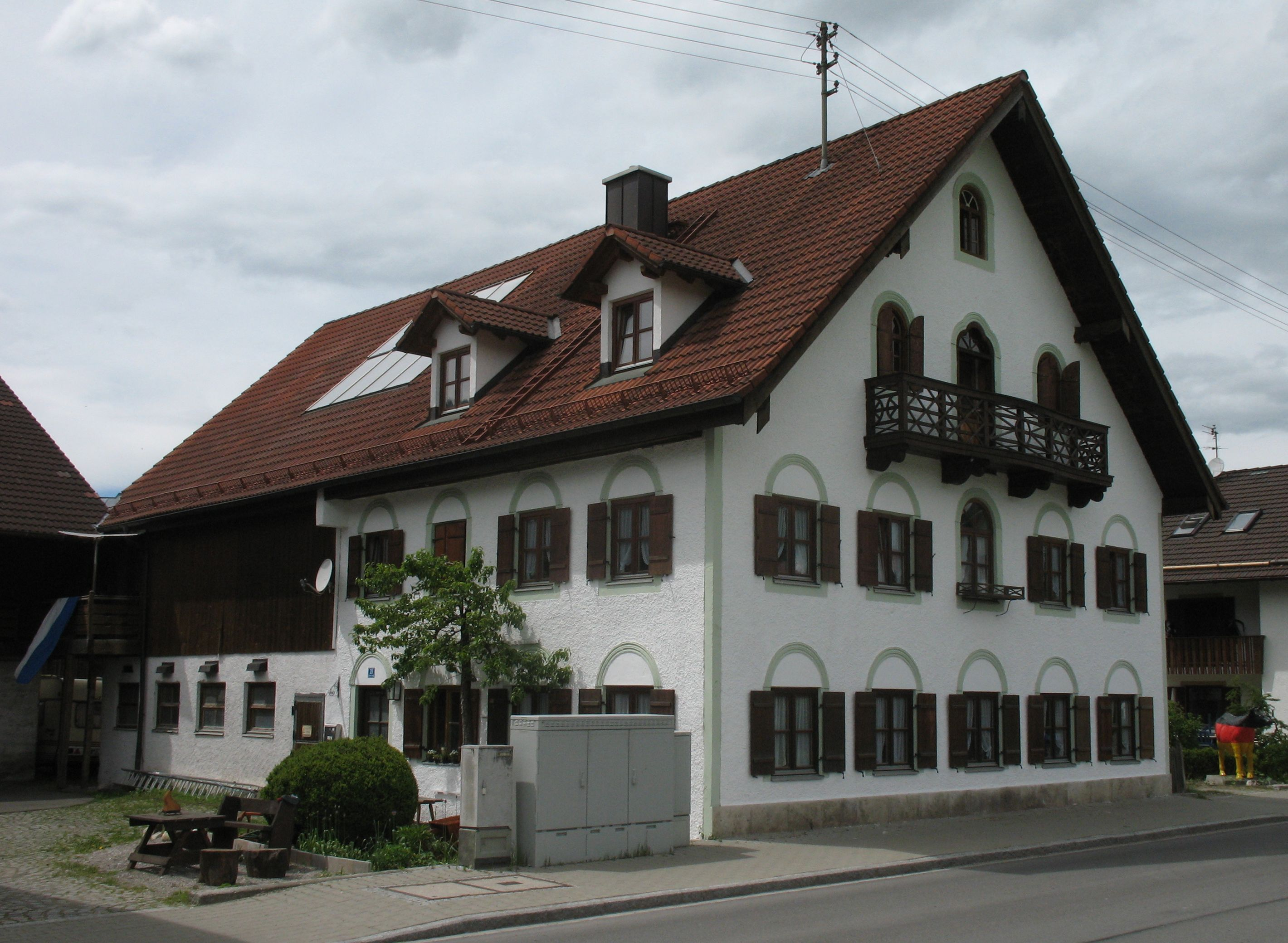